# Las Palmas de Arriba
Las Palmas de Arriba es una localidad del estado mexicano de Jalisco. Es parte del municipio de Puerto Vallarta.

## Demografía
| Gráfica de evolución demográfica |
|                                  |

| Censo | Población |
| ----- | --------- |
| 1921  | 305       |
| 1930  | 200       |
| 1940  | 519       |
| 1950  | 1 482     |
| 1960  | 1 493     |
| 1970  | 2 132     |
| 1980  | 2 369     |
| 1990  | 2 969     |
| 2000  | 3 326     |
| 2010  | 4 145     |
| 2020  | 3 949     |